# Pleurotroppopsis pilosa
Pleurotroppopsis pilosa is een vliesvleugelig insect uit de familie Eulophidae. De wetenschappelijke naam is voor het eerst geldig gepubliceerd in 1952 door Risbec.